# Myfit Libohova
Ahmet Myfid bej Libohova, scritto anche Myfit, Mufid o Mufit (Libohovë, luglio 1876 – Saranda, 10 febbraio 1927), è stato un politico e diplomatico albanese.

## Biografia
Nato a Libohovë, nel vilayet di Giannina, in una benestante famiglia musulmana di proprietari terrieri, era il primogenito di Neki Pasha, governatore di Argirocastro e parlamentare. Conclusi gli studi primari a Giannina, proseguì gli studi in legge ad Istanbul e in Francia.
Terminati gli studi iniziò a lavorare presso l'ambasciata ottomana in Belgio, per poi diventare console generale in Grecia, presso il consolato turco di Larissa.

### Carriera politica
Nel 1908 rappresentò il distretto di Argirocastro nel congresso dei Giovani Turchi.
Successivamente partecipò al congresso di Valona e fu nominato prima Ministro degli affari interni e in seguito Ministro degli affari esteri nel governo provvisorio albanese. Fu quindi il membro albanese della Commissione Internazionale di Controllo che governò temporaneamente l'Albania sulla base del Trattato di Londra del 30 maggio 1913.
Durante il regno di Guglielmo di Wied fu brevemente Ministro della giustizia e infine Ministro della guerra e vice Primo ministro del nuovo Principato d'Albania.
Nel giugno 1924 si rifugiò in Italia a causa delle proteste filo-democratiche nel principato, facendo ritorno in Albania nel dicembre dello stesso anno.